# He Ji
He Ji – chińska judoczka.
Zajęła trzecie miejsce w drużynie na mistrzostwach świata w 1998. Startowała w Pucharze Świata w 1996 i 1999. Złota medalistka mistrzostw Azji w 1996 i brązowa w 1997 roku.